# Jozef Lohyňa
Jozef Lohyňa (ur. 13 kwietnia 1963 w Zlatych Moravcach) – słowacki zapaśnik reprezentujący Słowację oraz Czechosłowację, walczący w stylu wolnym. Trzykrotny olimpijczyk. Brązowy medalista z Seulu 1988; czwarty w Atlancie 1996 i piąty w Barcelonie 1992. Startował w kategorii 82–90 kg
Siedem razy brał udział w turnieju mistrzostw świata. Zdobył trzy medale, złoty w 1990. Pięciokrotnie sięgał po medal na mistrzostwach Europy. Tytuł wicemistrza starego kontynentu wywalczył w 1989 roku.
- Turniej w Seulu 1988 – 82 kg

W pierwszej rundzie przegrał z Hanem Myeongiem-u z Korei Południowej. Następne walki wygrał, kolejno z Pierre’em-Didierem Jollienem ze Szwajcarii, Danielem Iglesiasem z Argentyny, Chrisem Rinkem z Kanady, Puncagijnem Süchbatem z Mongolii, Atsushi Itō z Japonii i w walce o brązowy medal z Aleksandrem Tambowcewem z ZSRR.
- Turniej w Barcelonie 1992 – 82 kg

W pierwszej rundzie przegrał z Elmadim Żabraiłowem z WNP i Niemcem Hansem Gstöttnerem. Pokonał Francuza Alcide’a Legranda, Nicolae Ghiță z Rumunii, Rachmata Sofiadiego z Bułgarii, a w pojedynku o piąte miejsce Turka Sebahattina Öztürka.
- Turniej w Atlancie 1996 – 90 kg

Wygrał z Tatsuo Kawaim z Japonii, Bajanmönchijnem Gantogtochem z Mongolii, Nigeryjczykiem Vicotrem Kodeim. W ćwierćfinale pokonał Kim Ik-Huia z Korei Południowej. W półfinale przegrał z Macharbiekiem Chadarcewem z Rosji, a w pojedynku o trzecie miejsce z Eldarem Kurtanidzem z Gruzji.